# جيمي لوسون
جيمي لوسون (بالإنجليزية: Jimmy Lawson)‏ (11 ديسمبر 1947 بميدلزبرة في المملكة المتحدة - ) هو مدرب كرة قدم ولاعب كرة قدم بريطاني في مركز الهجوم. لعب مع نادي ميدلزبره وهدرسفيلد تاون ونادي هاليفاكس تاون.

## وصلات خارجية
- جيمي لوسون على موقع قاعدة بيانات كرة القدم.إي يو (الإنجليزية)